# Encyclopedia of Popular Music
The Encyclopedia of Popular Music es una publicación creada por el escritor y empresario británico Colin Larkin en 1989. Con varias ediciones publicadas hasta la fecha, la enciclopedia presenta biografías de artistas y reseñas de álbumes en diversos géneros como el rock, el jazz, el blues, el heavy metal, el reggae y la música electrónica.

## Ediciones
- Guinness Encyclopedia of Popular Music (primera edición, 4 volúmenes), Guinness Publishing 1992, ed. Larkin Colin.
- Guinness Encyclopedia of Popular Music (segunda edición, 6 volúmenes), Guinness Publishing 1995, ed. Larkin, Colin.
- The Encyclopedia of Popular Music (tercera edición, 8 volúmenes), Macmillan 1999, ed. Larkin, Colin.
- The Encyclopedia of Popular Music (cuarta edición, 10 volúmenes), Oxford University Press 2006, ed. Larkin, Colin.